# تک‌تیرانداز نخبه ۳
تک‌تیرانداز نخبه ۳ (به انگلیسی: Sniper Elite III) یک بازی ویدئویی است؛ که در سال ۲۰۱۴ منتشر شد. «تک‌تیرانداز نخبه ۳» در پلت‌فرم‌های پلی‌استیشن ۳، اکس‌باکس ۳۶۰، اکس‌باکس وان، و مایکروسافت ویندوز منتشر شده است. البته در سال ۲۰۱۸ نسخه با تمام بسته‌های الحاقی و با بازسازی گرافیک به نام (sniper elite 3 ultimate edition) برای پلی استیشن ۴ قرار گرفت داستان این سری در شمال آفریقا جریان دارد.

## داستان بازی
داستان بازی در مورد یکی از تک تیرانداز بریتانیایی جوان به نام «کارل فیربرن» است که به شمال آفریقا فرستاده شده است. داستان این قسمت به نسبت سه نسخه گذشتهٔ خود قدیمی تر است.
داستان در شمال آفریقا روایت می‌شود زیرا در بازهٔ زمانی ۱۹۴۲ آلمان نازی مناطق شمال آفریقا را تحت سیطرهٔ خود قرار داده بود.
کارل فیربرن موظف می‌شود تا ژنرال «فرانتز والن» را ترور کند و از پروژهٔ محرمانه‌ای که روی آن کار می‌کند پرده بردارد والن در حال ساخت ابرتانک برای نابودی نیروهای متفقین در شمال آفریقا است.

### هیتلر
در مرحله ( the Target Furhur: Hunt Gray Wolf ) در بخش مراحل دانلودی بازی داستانی فرعی رخ می‌دهد، کارل تک تیرانداز انگلیسی با نفوذ به نقطه‌ای در آفریقا که شهر توبروک دیوارهای بلند قرار دارد سعی در یافتن هیتلر دارد!
هیتلر رهبر نازی قرار است برای مدت کوتاهی به قلعه برود تا از آنجا بازدید کند، کارل با گذشتن از خندق‌ها و بالا رفتن از دیوار شهر به شهر نفوذ می‌کند پس از کشتن تعدادی از افسران نازی و و یافتن محل ملاقات با هیتلر بر بالای سکویی با تک تیرانداز منتظر هیتلر می‌ماند در صحنه‌ای سینمایی هیتلر با ماشین خود می‌آید و گروهی از افسران بلندپایه از او پذیرایی می‌کند، هیتلر با لباس سفید خود بر روی صندلی می‌نشیند و بازیکن باید جان او را بگیرد، بعد از کشتن هیتلر بازیکن از قلعه می‌گریزد و می‌گوید:
مسیر تاریخ را تغییر دادم!

## روند بازی
همان‌طور که از اسم بازی پیدا است مهم‌ترین اسلحه در این بازی تفنگ‌های تک تیرانداز است. که با توجه به دوران جنگ جهانی دوم اسلحه‌هایی مانند ام ۱ گرند و m1903 splingflid در این بازی پیدا می‌شود؛ ولی در کنار تک تیرانداز، مسلسل‌های دستی (مانند تامپسون و استن)، کلت کمری، مین، دینامیت، نارنجک و مواد منفجره ی مختلف نیز وجود دارند که بسته به شرایط و سطح بازیباز ممکن است مورد استفاده قرار گیرند.
مهم‌ترین موردی که در این بازی (و به‌طور کلی هر بازی منتشر شده از این سری) وجود دارد، انیمیشن ایکس_ری در این بازی است؛ زمانی‌که بازیباز با تفنگ تک تیرانداز دشمنی را هدف می‌گیرد انیمیشنی پخش شده و در آن استخوان‌ها و رگ و پی دشمن را نشان می‌دهد که با گلوله سوراخ می‌شود.
پنج درجهٔ سختی در این بازی وجود دارد که هر قدر این درجه سخت‌تر باشد دقت نشانه روی اسلحه بازیباز کمتر می‌شود و بازیباز باید درصد خطا را با نشانگری که در صفحه نشان داده می‌شود محاسبه کند.
یکی از قابلیت‌های شخصیت اصلی نگه داشتن نفس خود در هنگام نشانه روی است. این قابلیت زمانی کاربردی خواهد بود که زوم کافی در اختیار نیست یا دقت بالا مورد نیاز است؛ البته باید این نکته را هم در نظر داشت که نفسگیری مدت زمان محدودی دارد و اگر این مدت تمام شد زوم از بین خواهد رفت و بازیباز باید مدتی منتظر بماند تا خط مربوط به آن پر شود.
ویژگی جدیدی که در بازی وجود دارد یک چشم در کنار صفحه دیده می‌شود و هر چه قدر که بازیباز قابل رویت باشد چشم بازتر می‌شود.

## استقبال عمومِی
استقبال از این بازی نسبت به سری قبلی بیشتر بود …
| گردآورنده  | امتیاز                                                      |
| ---------- | ----------------------------------------------------------- |
| گیم‌رنکینگز | (پی سی) ۷۱٫۸۵٪ (ایکس باکس وان) ۶۷٫۴۳٪ (پلی استیشن ۴) ۶۵٫۷۱٪ |
| متاکریتیک  | (پی سی) ۷۱/۱۰۰ (پلی استیشن ۴) ۶۷/۱۰۰ (ایکس باکس وان) ۶۳/۱۰۰ |

| ناشر           | امتیاز |
| -------------- | ------ |
| سی‌وی‌جی         | 7/10   |
| یوروگیمر       | 7/10   |
| گیم اینفورمر   | 6.5/10 |
| گیم‌اسپات       | 6/10   |
| گیمز ریدار+    | [ ۱۱ ] |
| گیم‌تریلرز      | 7.8/10 |
| آی‌جی‌ان         | 8.2/10 |
| جویستیک        | [ ۱۴ ] |
| Hardcore Gamer | 3/5    |
| PC Gamer       | 70/100 |

## دنباله
در ۷ مارس ۲۰۱۶ ساخت دنباله‌ای به نام تک تیرانداز نخبه ۴ (به انگلیسی: Sniper Elite 4) تأیید شد و اعلام شد این بازی در سال ۲۰۱۶ برای مایکروسافت ویندوز، پلی استیشن ۴ و ایکس باکس وان عرضه می‌شود. اما در تاریخ ۱۰ ژوئن ۲۰۱۶ کریس و جیسون کینگزلی از اعضای شرکت ریبلیون این تاریخ را تا ۱۴ فوریه ۲۰۱۷ تمدید نمودند. داستان بازی پس از نسخهٔ سوم و در ایتالیا روایت می‌شود.